# Sigtrygg Haraldsson
Sigtrygg Haraldsson (n. 889) príncipe de Noruega en el siglo IX, hijo de Harald I y Gyda Eiriksdottir de Hordaland.